# Roman Zarubin
Roman Zarubin (ryska: Роман Зарубин), född den 4 december 1976 i Belaja Kalitva i Ryska  SFSR i Sovjetunionen (nu Ryssland), är en rysk före detta kanotist.
Han tog bland annat VM-guld i K-4 500 meter i samband med sprintvärldsmästerskapen i kanotsport 2001 i Poznań.